# Скубенко-Яблоновский, Борис Михайлович

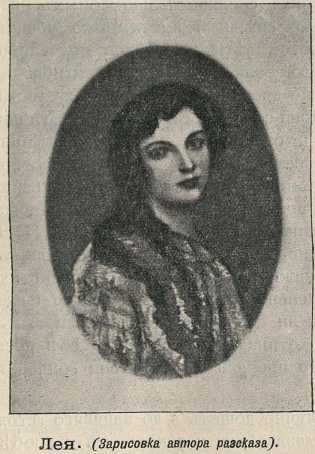
Лея. Зарисовка (иллюстрация) автора рассказа «Красота» (1913).

Борис Михайлович Скубенко-Яблоновский (1877, Сумы, Харьковская губерния, Украина — 1944) — советский писатель.

## Биография
Родился в 1877 году в городе Сумы Харьковской губернии, на Украине. Учился в гимназии, затем окончил музыкально-драматическое училище Московского филармонического общества, продолжил учёбу в художественной и театральной студии Зимина. Литературные произведения начал писать с 1904 года. Борис Михайлович — охотник-любитель. В своих очерках «В стране львов и страусов» писатель рассказывает о путешествии и охоте в Африке. Поездку в Африку организовал один американец, с которым Борис Скубенко-Яблоновский познакомился в Париже. Его произведения были опубликованы в журналах «Охотничий вестник», «Вокруг света», «Наша охота», «Природа и Охота» и других периодических изданиях. Борис Михайлович Скубенко-Яблоновский является автором книг: «Красота» (1913), «Ночь в болоте» (1915), «Тигр голубой сопки (1915), «В таёжных дебрях» (1915), «Мишка-герой» (1924), «Под северным сиянием» (1926) и другие.
Скончался в 1944 году.